# جاكوب ابريان
جاكوب أبريان هو المؤسس والرئيس التنفيذي لمجلس الأزياء العربي (AFC)، وهو أكبر مجلس أزياء غير ربحي في العالم كمنظمة غير حكومية دولية للعالم العربي تمثل 22 دولة عربية أعضاء في جامعة الدول العربية . أسس المجلس وعمره 22 عاماً ليكون أصغر مؤسس في العالم يمثل هيئة دولية. في عام 2015، أسس أبريان أسبوع الموضة العربي، وهو حدث أزياء يستضيف في دبي مرتين في السنة. يُعرف أسبوع الموضة العربي بأنه أحد أهم خمسة أحداث للأزياء في العالم إلى جانب أسابيع الموضة في نيويورك ولندن وميلانو وباريس.
يدير أبريان عضوية الاتحاد الآسيوي لكرة القدم، والشراكات الدولية، ومبادرات الرؤية المستقبلية للمجلس مثل رعاية وتطوير مواهب المصممين الشباب من خلال تحالفاته التجارية القوية ووضع العالم العربي على خريطة الموضة العالمية، وإنشاء البنية التحتية المناسبة للأزياء، من البيع بالتجزئة إلى التجارة والتعليم. وهو الشخص الذي كان وراء وضع العالم العربي، وتحديداً دبي، على خريطة الموضة العالمية؛ بعد الإعلان عن أول أسبوع للموضة العربية التي استضيفته دبي في أكتوبر 2015. وبفضل رؤيته، أصبحت دبي عاصمة الموضة الوحيدة التي تستضيف مجموعة كوتور جاهزعلى غرار باريس التي استضافت عروض الأزياء الراقية.
في أبريل 2018، دخل أبريان، في إطار مجلس الأزياء العربي، التاريخ من خلال تنظيم أسبوع الموضة الأول في الرياض، عاصمة المملكة العربية السعودية، بالشراكة مع الهيئة العامة للترفيه تحت اسم أسبوع الموضة العربي الذي تستضيفه دبي مرتين في العام. حقق أسبوع الموضة العربي في الرياض نجاحاً هائلاً واهتماماً عالمياً.

## عمل سابق
لم تكن خلفية أبريان تعتمد بشكل كامل على صناعة الأزياء. حصل على أول شهادة ثانوية فخرية في علوم الحياة عام 2007 تلتها دورة قصيرة في صناعة الأفلام والفنون الجميلة قبل أن يحصل على درجة الماجستير الفخرية الثانية في الهندسة المعمارية من جامعة البوليتكنيك في ميلانو عام 2014. وفي عام 2013 تم اختياره ليكون أحد المصممين لمعرض اكسبو 2015. في عام 2012، تم اكتشافه كعارض أزياء في ميلانو حيث ظهر على مجلة فوغ وظهر أمام أشهر العلامات التجارية في العالم مثل روبرتو كافالي، وإرمانو شيرفينو، وموسكوت، ليصبح قريبًا أول عارض أزياء عالمي من أصول عربية.

## الجوائز
في سبتمبر 2019، كرم أبريان بجائزة رابطة السادة، لدوره ومساهمته في خلق الفرص للمواهب العربية، في حفل الغداء الرسمي السنوي التاسع لاسادة الأوائل التابع لشركة تطوير الموضة 4 خلال الدورة الرابعة والسبعين للجمعية العامة للأمم المتحدة في نيودلهي. يورك، واحتفالاً بالحدث، أقر مجلس الأزياء العربي عرض أزياء تكريماً لعز الدين علية ومؤسسة عليا.

## طالع أيضًا
مجلس الأزياء العربي